# Porkpa District
Porkpa District är ett distrikt i Liberia.   Det ligger i regionen Grand Cape Mount County, i den nordvästra delen av landet, 110 km norr om huvudstaden Monrovia.